# Fallen Son: The Death of Captain America
Fallen Son: The Death of Captain America (с англ. — «Павший сын: Смерть Капитана Америки») — ограниченная мини-серия комиксов, опубликованная издательством «Marvel Comics» летом 2007 года. Серия рассказывает о реакции нескольких супергероев вселенной Marvel на смерть Капитана Америки после Гражданской войны. Авторами серии стали сценарист Джеф Лоуб вместе с пятью художниками: Лейнилом Ю, Джоном Ромитой-младшим, Эдом Макгиннессом, Дэвидом Финчем и Джоном Кассадейем, каждый из которых иллюстрировал один выпуск.

## Создание
По словам Джефа Лоуба, каждый выпуск иллюстрирует одну из пяти так называемых стадий реакции на смерть: отрицание, гнев, торг, депрессия, смирение. Название было навеяно Лоубу собственным жизненным опытом — в 2005 году он потерял сына, Сэма Лоуба. В каждом выпуске появляется один из персонажей «Marvel» в качестве центрального, и несколько — в роли второстепенных, а сюжет постепенно переходит из одной стадии в другую, что создает прочную связь между всеми пятью выпусками. Первый выпуск — отрицание с главным героем в роли Росомахи, второй — гнев с двумя командами, «Новые Мстители» и «Могучие Мстители», третий — торг и сам Капитан Америка, четвёртый — депрессия с Человеком-пауком, и пятый — смирение с Железным человеком.

## Сюжет

### Выпуск 1
Росомаха спорит с Зимним солдатом (Баки) о том, что смерть Стива Роджерса средь бела дня в толпе людей подозрительна, особенно после того, как оба — и Стив Роджерс, и Баки — пережили падение с самолёта и состояние комы, будучи замороженными во льду. Росомахе не удалось убедить Зимнего солдата отправиться в штаб-квартиру ЩИТа, чтобы самому убедиться в смерти Стива. Он берёт с собой Сорвиголову, который при помощи своей способности слышать малейшие изменения в сердцебиении и определять лжёт человек или нет, сможет понять, если агенты будут лгать о реальных обстоятельствах смерти Капитана. При помощи Доктора Стрэнджа, они попадают на авианосец ЩИТа, где находят Кроссбоунса, удерживаемого агентами по подозрению в убийстве Стива. Росомаха допрашивает его, и тот сознаётся, что он произвёл первый выстрел по Роджерсу из снайперской винтовки. Росомаха не верит ему и намеревается отомстить, однако его останавливает Сорвиголова, который подтверждает, что Кроссбоунс не лжёт. Когда Сорвиголова уходит, Росомаха направляется туда, где агенты держат тело Капитана Америки, чтобы увидеть его своими глазами. Он сталкивается с Железным человеком (Тони старком) и Хэнком Пимом, которые отводят его к телу, и, смотря в гроб на Роджерса, он отмечает, что его щит отсутствует и делает вывод, что Тони Старк присвоил его себе и взял на себя поиски замены Роджерса на посту Капитана Америки. Пим пытается задержать Росомаху, однако Старк разрешает ему уйти и рассказать остальным, что Роджерс действительно мёртв, несмотря на всего его подозрения. Уходя, Росомаха предупреждает Старка, что если он как-то связан со смертью Капитана, то он сам убьёт его.